# 张守珪
张守（684年—740年6月4日），字元宝，陕州河北人（今山西省平陆）人，唐朝将领。

## 家世
- 曾祖：张迁，朝散大夫、金州长史
- 祖父：张善才，同州济北府折冲都尉
- 父亲：张义福，京兆府常保府折冲都尉，赠蔚州刺史，生守珪、守瑜、守琦、守环。

## 生平
少時為河西主將，守玉門關。身材魁偉，善騎射，性慷慨，受豳州刺史盧齊卿的器重。升至左金吾员外将军、建康军使。开元初年，以战功授为平乐府别将军。開元十五年（727年），吐蕃陷瓜州（今甘肃安西东南），回紇殺王君鈮，河隴震動。蕭嵩以張守珪為瓜州刺史，兼墨离军使，修筑城池，屡次击败吐蕃军队，并且修复渠堰以利灌溉，邊境遂安。累官至輔國大將軍，右羽林大將軍兼御史大夫。开元二十一年，被唐玄宗授为河北节度大使，镇守幽州。开元二十三年（735年），赴东都洛阳。張九齡又勸阻說：“守珪才破契丹，陛下即以為宰相；若盡滅奚、厥，將以何官賞之？”
晚年軍紀廢弛，兵驕將惰。开元二十六年（738年），部将赵堪、白真陀罗假传其命令，逼迫平卢（治今辽宁辽阳）军节度使乌知义率所部袭击奚人。奚反敗為勝，唐軍為敵所乘，英杰克勤敗死。他被贬为括州刺史。不久疽发背而卒。一說高適《燕歌行》即为諷刺他所作，也有人說是諷刺安祿山。

## 历任官职
- 唐睿宗景云年间，在北庭都护府将军郭虔瓘手下当兵，任平乐府别将。
- 开元十五年（727年），任瓜州刺史，以击败吐蕃之功，加宣威将军、左领卫率、兼瓜州都督。
- 迁任右羽林将军、兼鄯州都督、持节陇右经略节度使。
- 开元二十一年（733年），加御史中丞，改任幽州大都督府长史、营府都督节度营田采访海运等使（幽州节度使）。
- 加镇军大將軍、右羽林大將軍，破奚人渠帅可突于，并斩杀奚王屈烈（《旧唐书》又称屈剌）、酋帅怒突厥娘等人。以功兼御史大夫、加輔國大將軍、南阳郡开国公。
- 开元二十七年（739年），因部将骄悍，不听节制，被贬为括州刺史。
- 开元二十八年五月六日（740年6月4日），在括州（今浙江丽水）官舍去世，年五十七。赠凉州都督。同年葬于洛阳北邙山。

## 家族子弟
- 嗣子：张献道，朝散大夫、殿中丞。
- 子：张献诚，兴元节度使（山南西道节度使）、邓国公。
- 子：张献心
- 侄子：张献恭，弟弟张守瑜之子，兴元节度使。
- 侄子：张献甫，弟弟张守琦之子，邠宁节度使、朗宁郡王。
- 侄子：张献弼，弟弟张守环之子，忠万二州刺史。

## 延伸阅读
[在维基数据编辑]
 《舊唐書·卷103》，出自刘昫《舊唐書》
 《新唐書·卷133》，出自《新唐書》